# The Name of the Jam
The Name of the Jam è il primo album del cantante belga Danzel, pubblicato nel 2004.

## Tracce
1. You Are All of That
2. Pump It Up!
3. He No D'Samba
4. The Tabledancer
5. Broom
6. Money
7. Happy Days
8. Nu Nu
9. The Feeling Is So Right
10. Wonderland
11. Downtown
12. Home Again
13. Yossi Dabosh Shamen